# Valdarnese bianca
La gallina valdarnese bianca è una razza di gallina con attitudine da carne e da uova.

## Zona d'origine
La valdarnese bianca ha come zona di origine una vasta area che comprende i comuni di San Giovanni Valdarno, Terranuova Bracciolini e Montevarchi in più i comuni di Figline Valdarno, Cavriglia, Bucine, Pergine Valdarno, Castelfranco di Sopra, praticamente quasi tutto il Valdarno superiore.

## Storia
La razza per la prima volta viene citata nel 1899.
La prima apparizione ufficiale alla Fiera Avicola di Cremona nel 1953.

## Caratteristiche fisiche
La femmina pesa 2,5–3 kg, mentre il maschio 3,1-3,5 kg.
Il piumaggio è completamente bianco con riflessi paglia. La cresta è ben sviluppata di colore rosso, nel gallo è eretta nella femmina no, ed è piegata su un lato dopo il secondo dente. I bargigli sono molto lunghi anch'essi di colore rosso acceso, orecchioni di colore giallo crema con qualche venatura rossa, la pelle e le zampe sono di colore giallo intenso.

## Allevamento
La valdarnese bianca è allevata sia per la produzione di uova, ne produce in media 135 l'anno, sia per quella della carne, dal sapore intenso e marcato.
La maggiore zona di allevamento rimane il Valdarno, anche se nel nord Italia si inizia ad allevare la valdarnese bianca.
Il colore delle sue uova è bianco